# Une semaine de vacances
Une semaine de vacances is een Franse film van Bertrand Tavernier die uitgebracht werd in 1980.
Met deze film heeft Tavernier het een eerste keer over het onderwijssysteem. In 1999 komt hij op het onderwerp terug in zijn film Ca commence aujourd'hui.

## Verhaal
Lyon, 1980. Op een winterse morgen vindt Laurence, een jonge leerkracht Frans, de kracht niet meer om naar school te gaan. Ze twijfelt aan zichzelf en voelt zich nutteloos en leeg. Ze vraagt zich af of ze de leerlingen wel iets te bieden heeft. Haar huisdokter schrijft haar een week rust voor omdat ze volgens hem overwerkt is. 
Tijdens die week gaat ze haar ouders bezoeken die ze al een hele tijd niet meer gezien heeft. Ze wil ook een inniger contact met de man van wie ze houdt. Ze neemt haar roeping, haar schoolloopbaan, haar leven onder de loep.

## Rolverdeling
| Acteur               | Personage              |
| -------------------- | ---------------------- |
| Nathalie Baye        | Laurence Cuers         |
| Gérard Lanvin        | Pierre                 |
| Flore Fitzgerald     | Anne                   |
| Michel Galabru       | Mancheron              |
| Philippe Noiret      | Michel Descombes       |
| Philippe Léotard     | dokter Sabouret        |
| Jean Dasté           | de vader van Laurence  |
| Marie-Louise Ebeli   | de moeder van Laurence |
| Philippe Delaigue    | de broer van Laurence  |
| Geneviève Vauzeilles | Lucie, de leerlinge    |
| Andre Mortamais      | de klant               |